# Flag Fen
Flag Fen, vzhodno od Peterborougha v Angliji, je najdišče iz bronaste dobe, ki je bilo zgrajeno pred približno 3500 leti in je sestavljeno iz več kot 60.000 lesov, razporejenih v pet zelo dolgih vrst, ki tvorijo lesen nasip (dolg približno 1 km) po mokrem močvirju. Delno čez zgradbo je nastal majhen otok. Predmeti, povezani z njim, so učenjake pripeljali do zaključka, da je bil otok verskega pomena. Arheološko delo se je začelo leta 1982 na mestu, ki je 800 m vzhodno od Fengate. Flag Fen je zdaj del Greater Fens Museum Partnership. Na kraju samem je bil zgrajen center za obiskovalce in rekonstruirana  nekatera območja, vključno z značilno okroglo hišo iz železne dobe.

## Gradnja
Neolitska steza je nekoč potekala čez to, kar so arheologi poimenovali Flag Fen Basin, od suhega območja, znanega kot Fengate, do naravnega glinenega otoka, imenovanega Northey. Kotlina je zaliv nizko ležečega ozemlja na zahodnem robu Fensa.[1] Stopnja poplave do leta 1300 pr. n. št. je privedla do tega, da so stanovalci zgradili leseni nasip vzdolž proge. Nasip in osrednja ploščad sta bila oblikovana z zabijanjem 'tisočih stebrov z dolgimi svinčnikom podobnimi konicami' skozi 'nakopičeno šotasto blato' in v trdnejša tla spodaj. Nastala struktura je pokrivala tri in pol akra.
Dendrokronološka analiza (datiranje stebrov s preučevanjem drevesnih obročev) je vodila do predvidenega datuma za različne faze gradnje med 1365 in 967 pr. n. št.. Nekateri lesovi, na primer hrast, niso bili avtohtoni v lokalnem okolju. Zelo so se potrudili pri transportu lesa na kraj iz oddaljenih virov. Podobno so znanstveniki ugotovili, da modri kamen, ki se uporablja v Stonehengeu v Salisburyju, izvira iz gorovja Preseli v Walesu.

### Namen
Veliko predmetov, ki so označevali 'čin in prestiž', je bilo odloženih v vodi, ki obdaja Flag Fen, vključno z meči, suličnimi konicami, 'zlatimi uhani, drobnimi žebljički in broškami'. Arheolog Francis Pryor, ki je najdišče odkril leta 1982, nakazuje, da so se »naseljenci pogosto potegovali za družbeni status tako, da so dokazovali, da si lahko privoščijo zavreči dragocene stvari«. Obstajajo tudi dokazi o namernem uničenju pred umestitvijo, npr. bodala, prelomljena na pol, postavljena eno na drugo.
Druge najdbe so vključevale majhne, polirane, bele kamne vrste, ki na tem območju ni znana, kar kaže na to, da so bili namerno zbrani in prepeljani na najdišče ter tam postavljeni. Drugi najdeni artefakti so bile živalske kosti, vključno s konjskimi čeljustmi. Konji so bili za prazgodovinske ljudi zelo dragoceni, saj so bili prevozno sredstvo in so lahko dopolnili ali nadomestili človeško silo. Uporabili bi jih lahko na primer za prenašanje ali vleko lesa na saneh na dolge razdalje. Pomembno je tudi odkritje obrednih nahajališč v tridesetih metrih od črte lesnih stebrov in le na njegovi južni meji. Količina, vrsta in postavitev nahajališč, ki so trajala več kot 1200 let, podpirajo teorijo, da je imel 'vsaj en vidik mesta' vlogo 'verskega spomenika'.
Na otoku Northey so našli veliko okroglih stolpov, podobnih Flag Fenu. Zdelo se je, da so bili zgrajeni nad bivališči »poglavarjev«. Mike Parker Pearson to imenuje »Dežela mrtvih«. Obstajajo tudi dokazi o kmetovanju, vključno z ostanki ovc, sočasno s tem mestom. Analiza fosfatov razkriva visoke koncentracije upepelitev v stolpih v obliki satelitskih in sekundarnih pokopov v okroglih stolpih. To nakazuje, da so bili na primarnih pokopih morda poglavarji ali družbeno močni/spoštovani ljudje in da so nekateri ljudje morda plačali, da so bili pokopani blizu osebe, ki so jo spoštovali ali ji sledili.

### Uničenje in ohranjanje
Zaradi vodnega stanja je bilo porečje Flag Fen območje, kjer so se nahajališča šote razvila okoli 2000 pr. n. št. in so tam preživela še danes. Anaerobne razmere, ki so jih ustvarile usedline mulja iz močvirja, so zaščitile lesene stebre in špirovce porušenih konstrukcij pred gnitjem pod vplivom zraka in bakterij. V 10. stoletju pr. n. št. je bila raven tal precej nižja kot danes in se je povečala za približno 1 mm na leto, ko so se na površino močvirja dodajale jesenske ostanke. Do zgodnjega rimskega obdobja je bila večina zgradbe pokrita in ohranjena.

## Arheološka preiskava
Mesto je bilo odkrito leta 1982, ko je ekipa pod vodstvom Francisa Pryorja izvedla raziskavo nasipov na tem območju, ki jo je financirala English Heritage. Leta 1992 je Pryor za National Geographic povedal, da je »naletel – dobesedno – na 'Flag Fen', ko se je spotaknil ob kos lesa, ki je ležal na dnu drenažnega jarka«.  Izkopavanje se je začelo poleti 1984 in do leta 1990 je bilo razkriti navpični in vodoravni les, živalske kosti, bronasto bodalo in drugi kovinski predmeti in fragmenti, orodja iz kremena in 400 črepinj. Druge najdbe so vključevale predmete, uvožene iz celinske Evrope in najstarejše ohranjeno leseno kolo, najdeno v Angliji.
Leta 2012 je DigVentures izvedel prvo izkopavanje na svetu z množičnim financiranjem in zbral 30.000 GBP, da bi omogočil tritedensko izkopavanje na Flag Fenu. Najdišče je doživelo 50-odstotni upad obiskovalcev, odkar so se leta 1995 končala obsežna izkopavanja, ki jih je financiral English Heritage. Naloga projekta je bila pomagati oživiti znamenitost dediščine, hkrati pa zagotoviti podrobne znanstvene informacije o ohranjanju prepojenega lesa. Projekt je vključeval približno 250 članov javnosti iz 11 držav, ki jih je podpirala strokovna ekipa, vključno s partnerji iz Britanskega muzeja, Univerze Durham, Univerze Birmingham, York Archaeological Trust, University College London in English Heritage za pomoč pri znanstvenih raziskavah. 130 članov javnosti je bilo deležnih praktičnega usposabljanja o arheoloških tehnikah na kraju samem, število obiskovalcev pa se je glede na prejšnje leto povečalo za 29 %. Francis Pryor je podprl pobudo in zatem zapisal: »na srečo je bil eksperiment, ki je uspel: udeleženci so se dobro zabavali in arheologija je bila profesionalno izkopana na zelo visoki ravni«.

### Ohranjanje
Arheološka dela na Flag Fenu še potekajo. Obsežno izsuševanje okolice, ki koristi kmetijstvu, pomeni, da se številni ostanki lesa sušijo in jim zaradi izpostavljenosti grozi uničenje. En del stebrov se ohrani tako, da se celuloza v lesu zamenja z voskom, ki ga prenaša voda, in les z leti impregnira. Ta tehnika se uporablja tudi za ohranitev Seahengea in čolna Hassholme. Druga tehnika ohranjanja lesa, najdenega na mestu, je liofilizacija.
Tam je bil zgrajen dobro organiziran center za obiskovalce Flag Fen Bronze and Iron Age Centre z muzejem in razstavami. V dvorani za konzerviranje je en del lesa ohranjen in situ in preprečen pred izsušitvijo z meglenjem z vodo. Na mestu so tudi rekonstrukcije dveh bronastodobnih okroglih hiš in ene iz železne dobe. Odsek rimske ceste, znan kot Fen Causeway, je bil izpostavljen in prečka mesto. Poleg tega je rekonstruiran prazgodovinski dovozi, ki je služil za premikanje živine.

### Knjige
Leta 1991 je Pryor izdal svojo prvo knjigo o Flag Fen z naslovom Flag Fen: Prehistoric Fenland Centre, kot eno iz serije, ki sta jo skupaj producirala English Heritage in B.T. Batsford. Končna monografija o najdišču – z naslovom The Flag Fen Basin: Arheologija in okolje pokrajine Fenland – je bila objavljena leta 2001 kot angleško arheološko poročilo o dediščini. Poročilo je zdaj na voljo na spletu prek storitve arheoloških podatkov. Pryor je temu sledil s tretjo knjigo na spletnem mestu, ki jo je izdal Tempus leta 2005. Z naslovom Flag Fen: Life and Death of a Prehistoric Landscape je to, kar je opisal kot 'veliko revizijo' svojega dela iz leta 1991, na primer zavračanje njegov prejšnji koncept 'jezerske vasi'.

### Must farm
Približno 2 km južno od Flag Fena je naselbina Must Farm iz bronaste dobe. Tam najdeni deblaki so ohranjeni in prikazani na Flag Fen.

## Divje živali
Flag Fen je tudi dom številnih prosto živečih živali zaradi raznolikosti habitatov na tem območju, ki vključuje ekstenzivna travinja, tradicionalno upravljane žive meje in gozdove ter sladkovodno reko in nasip.

### 'Bronasta doba' BioBlitz
2. avgusta 2014 je BioBlitz, ki ga je organiziral Vivacity, odkril 190 vrst, vključno s 53 lišaji ter ogroženega evropskega velikega voluharja in pegasto sovo. Dogodek je vključeval tudi govor Ljudskega sklada za ogrožene vrste in uporabil pot prosto živečih živali, da bi izpostavil vrste, ki bi bile prisotne pred 3000 leti, kot so sivi volk, rjavi medved in evrazijski bober.

### Travniški poskusi
Leta 2014 je bil Buglife uspešen v poskusu ustvarjanja travnikov z divjimi cvetlicami po Peterboroughu, ki bodo vključevali tradicionalno upravljan senožet v Flag Fen.

## Galerija
- Vhod v center za obiskovalce
- Leseni stebrički, ki označujejo položaj bronastodobne proge
- Rekonstruirana okrogla hiša iz bronaste dobe v Flag Fenu
- Notranjost rekonstruirane bronastodobne okrogle hiše
- Rekonstruirana okrogla hiša iz železne dobe na Flag Fenu
- Rekonstruiran dovoz iz bronasto-železne dobe pri Flag Fenu
- Mustdyke iz 14. stoletja, zgrajen čez mesto, ki razpolavlja stezo iz bronaste dobe
- Rimska cesta skozi Flag Fen